# Petersducker
Der Petersducker (Cephalophorus callipygus, früher Cephalophus callipygus), auch Harvey- oder Schönsteißducker genannt, ist eine kleine Antilope, die in der zentralafrikanischen äquatorialen Waldzone in einem breiten Streifen von Kamerun und Gabun bis zum westlichen Ufer des Kongos vorkommt.

## Merkmale
Der Petersducker erreicht eine Kopf-Rumpf-Länge von 90 bis 115 cm, eine Widerristhöhe von 45 bis 60 cm und ein Gewicht von 12 bis 23 kg. Sein Schwanz wird 10 bis 16,5 cm lang, die bei Männchen und Weibchen gleichen Hörner 5,5 bis 13,8 cm. Das Fell ist hell- bis dunkelrotbraun, wobei die Tiere hinten dunkler als vorne sind. Kehle und Brust sind rot, die Brust besitzt einen dunklen Mittelstreifen. Die Stirn ist braunrot bis schwarz, der Stirnschopf gut ausgebildet und rotbraun. Die Wangen sind rot bis graurot, die Lippen und das Kinn weiß. Die Außenseite der Ohren sind rotbraun bis dunkelbraun, ihre Innenseiten sind weiß. Die Beine haben die gleiche Farbe wie der Rumpf und werden in Richtung der Hufe zunehmend dunkler, manchmal auch fast schwarz. Der Schwanz hat eine Endquaste, die auf der Unterseite weiß ist. Leistendrüsen sind vorhanden, die Afterklauen sind klein. Die Hörner sind kurz und dick, an der Spitze aufwärts gebogen, im Querschnitt oval und an der Basis stark geriffelt.
Die Kitze sind dunkler als die Erwachsenen und haben einen dunklen Längsstreifen über Brust und Bauch. Die mit dem Erwachsenwerden stattfindende Aufhellung verläuft von hinten nach vorne.

## Lebensweise

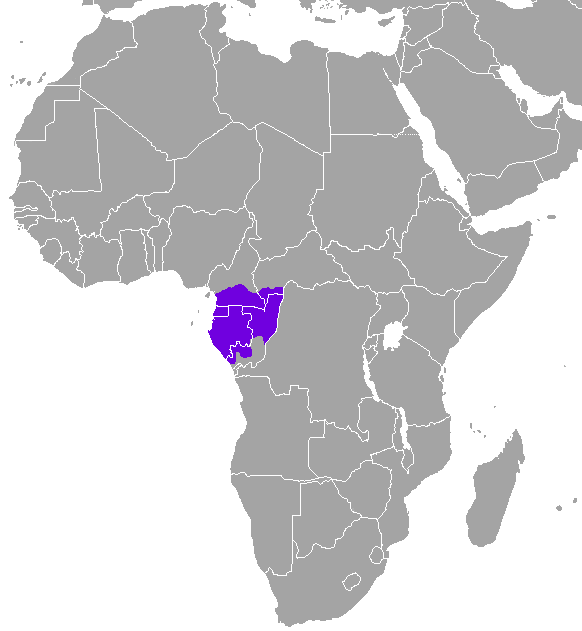
Das Verbreitungsgebiet des Petersduckers

Der Petersducker lebt in allen Waldarten, auch in dichten Grasbeständen in der Savanne, bevorzugt in der Nähe von Gewässern. Er ist tagaktiv und lebt polygyn. Das Revier eines Tieres ist ungefähr 0,4 km² groß, die tägliche Wanderung beträgt 2 bis 4 km. Dabei werden einmal benutzte Rastgebiete nicht mehr besucht. Der Petersducker ernährt sich vor allem von Früchten, die bei in der Nähe von Makokou (Gabun) untersuchten Tieren einen Anteil von 83 % an der Gesamtnahrung hatten (16 % waren Blätter). Bevorzugt werden solche von 1 bis 3 cm Durchmesser. Insgesamt sind 55 Pflanzenarten bekannt, von denen sich der Petersducker ernährt, darunter Annonengewächse, Balsambaumgewächse und Muskatnussgewächse.
Die Paarung erfolgt ganzjährig, jedoch häufiger von Mai bis Juni und Dezember, dem jeweiligen Beginn der Trockenzeit, wenn die Quantität und Qualität der reifen Früchte am höchsten ist. Die Tragzeit beträgt schätzungsweise 240 Tage, ist aber nicht genau bekannt. In der Regel wird ein Jungtier geboren, das rund 3 kg wiegt. Junge Peterducker nehmen während der Saugphase deutlich mehr Blätter als Nahrung zu sich als ausgewachsene Tiere.

## Bedrohung und Schutz
Der Bestand wurde 1999 auf 382.000 Tiere geschätzt. Lokal kommt der Petersducker in dichten Populationen vor. Allerdings wird er auch stark bejagt. Zwar scheint die Tierart ihre Bestände häufig zu regenerieren, doch weiter anhaltende Jagd könnte zu drastischen Rückgängen führen. Momentan stuft die IUCN den Petersducker als least concern („nicht gefährdet“) ein.